# Cerodontha notopleuralis
Cerodontha notopleuralis este o specie de muște din genul Cerodontha, familia Agromyzidae, descrisă de Mitsuhiro Sasakawa în anul 1988. Conform Catalogue of Life specia Cerodontha notopleuralis nu are subspecii cunoscute.